# Finale Coppa Italia 2010
De finale van de Coppa Italia van het seizoen 2009/10 werd gehouden op 5 mei 2010. In het Stadio Olimpico in Rome nam Internazionale het op tegen AS Roma. Inter, dat in 2010 ook de Serie A en de UEFA Champions League won, veroverde de Coppa na een doelpunt van Diego Milito.

## Finale

### Wedstrijdgegevens
|                  |         |            |                |                                                                                    |
| 5 mei 2010 20:45 | AS Roma | 0 – 1      | Internazionale | Stadio Olimpico, Rome Toeschouwers: 55.000 Scheidsrechter: Nicola Rizzoli (Italië) |
| 5 mei 2010 20:45 |         | 39' Milito |                | Stadio Olimpico, Rome Toeschouwers: 55.000 Scheidsrechter: Nicola Rizzoli (Italië) |

| Roma | Inter |

| AS Roma:        |    |                  |             |
|                 |    |                  |             |
| GK              | 27 | Júlio Sérgio     |             |
| RB              | 29 | Nicolás Burdisso | 14' 46'     |
| CB              | 5  | Philippe Mexès   | 44'         |
| CB              | 4  | Juan             |             |
| LB              | 17 | John Arne Riise  |             |
| RW              | 11 | Rodrigo Taddei   |             |
| CM              | 16 | David Pizarro    | 46'         |
| CM              | 16 | Daniele De Rossi |             |
| LW              | 20 | Simone Perrotta  | 37'         |
| CF              | 30 | Luca Toni        | 63'         |
| CF              | 9  | Mirko Vučinić    |             |
| Wisselspelers:  |    |                  |             |
| GK              | 1  | Bogdan Lobonț    |             |
| MF              | 10 | Francesco Totti  | 46' 63' 87' |
| DF              | 13 | Marco Motta      | 46'         |
| MF              | 19 | Júlio Baptista   |             |
| DF              | 22 | Max Tonetto      |             |
| MF              | 33 | Matteo Brighi    |             |
| FW              | 94 | Jérémy Ménez     | 63'         |
| Coach:          |    |                  |             |
| Claudio Ranieri |    |                  |             |

| Internazionale: |    |                   |            |
|                 |    |                   |            |
| GK              | 12 | Júlio César       |            |
| RB              | 13 | Maicon            |            |
| CB              | 23 | Marco Materazzi   | 35'        |
| CB              | 2  | Iván Córdoba      | 39'        |
| LB              | 26 | Cristian Chivu    | 45'        |
| CM              | 4  | Javier Zanetti    |            |
| CM              | 19 | Esteban Cambiasso |            |
| CM              | 8  | Thiago Motta      |            |
| AM              | 10 | Wesley Sneijder   | 5'         |
| CF              | 9  | Samuel Eto'o      |            |
| CF              | 22 | Diego Milito      |            |
| Wisselspelers:  |    |                   |            |
| GK              | 1  | Francesco Toldo   |            |
| MF              | 5  | Dejan Stanković   |            |
| MF              | 11 | Sulley Muntari    | 90'        |
| MF              | 17 | McDonald Mariga   |            |
| DF              | 25 | Walter Samuel     | 39' 53'    |
| FW              | 27 | Goran Pandev      |            |
| FW              | 45 | Mario Balotelli   | 5' 88' 90' |
| Coach:          |    |                   |            |
| José Mourinho   |    |                   |            |

1922 ·
1923–1935 ·
1936 ·
1937 ·
1938 ·
1939 ·
1939 ·
1939 ·
1939 ·
1939 ·
1944–1957 ·
1958 ·
1959 ·
1960 ·
1961 ·
1962 ·
1963 ·
1964 ·
1965 ·
1966 ·
1967 ·
1968 ·
1969 ·
1970 ·
1971 ·
1972 ·
1973 ·
1974 ·
1975 ·
1976 ·
1977 ·
1978 ·
1979 ·
1980 ·
1981 ·
1982 ·
1983 ·
1984 ·
1985 ·
1986 ·
1987 ·
1988 ·
1989 ·
1990 ·
1991 ·
1992 ·
1993 ·
1994 ·
1995 ·
1996 ·
1997 ·
1998 ·
1999 ·
2000 ·
2001 ·
2002 ·
2003 ·
2004 ·
2005 ·
2006 ·
2007 ·
2008 ·
2009 ·
2010 ·
2011 ·
2012 ·
2013 ·
2014 ·
2015 ·
2016 ·
2017 ·
2018 ·
2019 ·
2020 .
2021 .
2022 .
2023 .
2024 .